# Toftlund
Toftlund (tysk: Toftlund) er en by i Sønderjylland med 3.269 indbyggere  (2024), beliggende 24 km nordvest for Rødekro, 24 km øst for Skærbæk, 21 km sydvest for Vojens og 33 km nordøst for Tønder. Byen hører til Tønder Kommune og ligger i Region Syddanmark. I 1970-2006 var Toftlund kommunesæde i Nørre Rangstrup Kommune.

## Herrested
Toftlund hører til Toftlund Sogn. Toftlund Kirke ligger i den sydlige ende af byen ved Herrestedgård, som er fra 1800-tallet og helt op til omkring 1960 fungerede som kombineret kirkekro og landbrugsejendom. Efter total renovering blev den i 2002 taget i brug som sognegård. Omkring kirken og gården lå den lille bebyggelse Herrested, som midt i 1900-tallet voksede sammen med Toftlund.

## Seværdigheder
Toftlund Udviklingsråd har en plan om at gøre Toftlund til Sydjyllands åbne bygalleri med 8-10 gavlmalerier. I august 2022 blev gadekunstnerne Andreas Welin og Cinta Vidal færdige med de første 2.

## Faciliteter
- Toftlund Distriktsskole har 3 afdelinger: Toftlund Skole er overbygningsskole med 0.-9. klasse. Agerskov Skole har 84 elever, fordelt på 0.-6. klassetrin med én klasse på hvert trin. Høllevang i Toftlund er et specialpædagogisk tilbud i Tønder Kommune.[4]
- Børnegården Toftlund er normeret til 28 småbørn i 1 førskolegruppe, 3 gæstebørn, 49 børnehavebørn i 2 grupper og en stue med 13 børn, der har særligt behov.[5]
- Toftlund Hallerne består af 2 sportshaller, multisal, fitnesscenter, cafe og mødelokaler. Udendørs er der fodboldbaner, kunststofbane, baner til petanque, skater og street samt friluftsbad med beachvolleybane og sæson fra midten af maj til slutningen af august.[6] Hallerne bruges af Toftlund Idrætsforening til badminton, fodbold og håndbold.[7]
- Plejecenter Toftegården har 51 boliger og lige så mange beboere. 1-rums boligerne har tekøkken, badeværelse og et stort opholds og soverum. 2-rums boligerne har entre, køkken, stue, soveværelse og badeværelse.[8]
- Byen har 2 supermarkeder, 1 tankstation, 1 slagter, 2 bagerier, 3 pizzeria, 1 grillbar, apotek, lægehus, tandlæge, dyreklinik, 2 hæveautomater, nærpoliti, biograf og bibliotek med borgerservice.
- Helt nye elbusser til og fra Tønder som det offentlige transport

Musik og Teaterhøjskolen gik konkurs i 2022. Musik- og Teaterhuset ved siden af fra 1990 er tegnet af arkitekterne Carsten Hoff og Susanne Ussing. Den 500 m² store teatersal med plads til 400 tilskuere blev brugt til højskolens forestillinger og koncerter, men også til arrangementer i mange af byens foreninger.

## Historie

### Frosch's Hotel
Johannes Frosch kom i 1897 til en gård, der siden 1857 havde været kro og var en af de 4 gårde, der oprindeligt udgjorde Toftlund. Hans hotel fik status som byens danske hotel, mens Centralhotellet i den anden ende af Søndergade var for tyskerne. Hotellets festsal står omtrent som i Johannes Frosch's tid, så man kunne holde afstemningsfest i 2020 i de samme omgivelser som 100 år før. I 1967 var det slut med familien Frosch i Søndergade 15, og siden har hotellet haft skiftende ejere.

### Jernbanen
Toftlund fik i 1904 endestation på Haderslev Amts Jernbaners strækning Ustrup-Toftlund. Ustrup Station var et knudepunkt, fordi den allerede i 1899 havde fået forbindelse med både Haderslev og Vojens. I Over Jerstal var der forbindelse med Vamdrup-Padborg-banen (statsbane). Fra Toftlund blev amtsbanen forlænget mod vest til Arnum i 1910 og i 1911 videre til Skærbæk, hvor der var forbindelse med Ribe-Tønder Jernbane (også statsbane). Foruden stationen i byen var der ved Toftlund Kirke et trinbræt med sidespor.
Strækningen Toftlund-Skærbæk blev nedlagt i 1937, og Haderslev-Toftlund blev nedlagt i 1939 som den sidste rest af Haderslev Amtsbaner. Stationsbygningen i Toftlund er revet ned. Stationsterrænet lå mellem Vestergade og gaden Svinget. Fra Svinget mod sydøst til Søndergade ligger den grusbelagte Kærlighedssti på ½ km af banens tracé. Nord for stationsterrænet er Ejnar Friis Vej anlagt på banetracéet, og længere mod nord er banetracéet bevaret på ½ km grussti gennem Toftlund Skov til Toftlund Å i retning af Stenderup.

### 1. verdenskrig
Den pionerstab, der i 1916 begyndte på at anlægge Sikringsstilling Nord, havde hovedkvarter i Toftlund.

### Stationsbyen
På det lave målebordsblad efter 1920 ses hotel, apotek, lægebolig, postkontor, telegraf- og telefonstation, elværk, tinghus, kro, mejeri. I Herrested ses jordemoderhus samt vandtårnet ved den trigonometriske station på egnens højeste punkt.

### Brundtlandby
Efter indstilling fra kommunalbestyrelsen i Nørre Rangstrup Kommune blev Toftlund udnævnt til Danmarks eneste Brundtlandby. I 1990-1994 blev Toftlund i samarbejde med den slesvig-holstenske by Bredstedt ramme om en række projekter, der fik EU-støtte og viste, at det var muligt at spare på energien. 
Brundtland Center Danmark blev opført syd for byen, hvor forskellige virksomheder med specialer indenfor energibesparende produktion har haft til huse. Centret er en trefløjet bygning i to etager på i alt 2.000 m², der er holdt sammen af et glasoverdækket atrium, som via solceller og solfang producerer strøm. I huset er der computerstyring af solindfald og energiforbrug.
Nu benyttes centrets lokaler hovedsagelig til møder, fester, kurser og udstillinger mv.
Byens golfbane med tilhørende hotel blev opkaldt efter Brundtland, men Brundtland Golfcenter gik på tvangsauktion i 2010. Den nye ejer lukkede banen ultimo 2019 efter at have tabt 30 mio. DKK på de årlige underskud, og byen mistede 15-20 arbejdspladser.

## Kendte personer
- Conrad Fehr (1854-1933), dansk/tysk maler, grafiker og billedhugger med eget akademi i Berlin.
- Frode Sørensen (1946-), medlem af Folketinget 1998-2007 og skatteminister 2000-2001.
- Ove Ullerup (1951-), jurist, der har været ambassadør og hofmarskal.
- Thomas Warberg (1985-), Stand-up komiker.

## Galleri
- Toftlund Station 1908
- Central Hotellet (1913)
- Bunker i Sikringsstilling Nord
- Herrestedgaard, nu sognegård
- Frimenighedens missionshus
- Kulturtorvet (bibliotek + biograf)
- Genforeningssten foran lokalarkivet
- Plejecenter Toftegården
- Sundhedshuset, tidligere rådhus
- Brandstationen
- Toftlundhallerne
- Manufakturen